# 기안중학교
기안중학교(旗安中學校)는 대한민국 경기도 화성시 기안동에 있는 공립 중학교이다.

## 학교 연혁
- 2004년 9월 20일: 기안중학교 설립(30학급 인가)
- 2005년 3월 1일: 초대 임승학 교장 취임
- 2005년 3월 2일: 2, 3학년 전입생 학급편성(2학년 1학급, 3학년 1학급)
- 2005년 3월 2일: 제1회 신입생 입학(6학급 235명)
- 2006년 2월 17일: 제1회 졸업식(1학급 총 6명 남 3명, 여 3명)
- 2015년 9월 1일: 혁신학교 운영(~2019.08.31까지)
- 2019년 9월 1일: 혁신학교 재지정(~2023.08.31까지)
- 2021년 9월 1일: 제6대 강호진 교장 취임
- 2024년 1월 5일: 제19회 졸업식(졸업생 175명, 총 졸업생 4,385명)
- 2024년 3월 4일: 제20회 신입생 입학식(8학급 242명)